# Pirata pagicola
Pirata pagicola este o specie de păianjeni din genul Pirata, familia Lycosidae, descrisă de Chamberlin în anul 1925. Conform Catalogue of Life specia Pirata pagicola nu are subspecii cunoscute.